# Steinberg-Oberhaus
Steinberg-Oberhaus je naselje v Občini Šentjurij v Labotski dolini v Okraju Volšperk na Koroškem v Avstriji.